# Gothersgadeværket
Gothersgadeværket, også kendt som Gothersgade Elektricitetsværk, var det første større elektricitetsværk i Danmark.
Værket, der er beliggende på adresserne Gothersgade 30 og Adelgade 10 i bydelen Ny-København blev opført af Københavns Kommune efter tegninger af stadsarkitekt Ludvig Fenger og taget i brug 5. marts 1892 og leverede jævnstrøm ved at afbrænde kul til at skabe vanddamp, der kunne drive en turbine og via en generator sende strøm ud i nettet. Gasværksingeniør Ib Windfeld-Hansen projekterede værket efter berlinsk forbillede.
Produktionskapaciteten blev flere gange udvidet ligesom der der blev etableret et transformeranlæg på stedet. Fra 1950'erne fungerede værket som spidsbelastningsværk. Det blev endeligt taget ud af drift i 1994, og anvendes i dag kun som distributionspunkt for elektricitet og fjernvarme.